# Kinder KZ

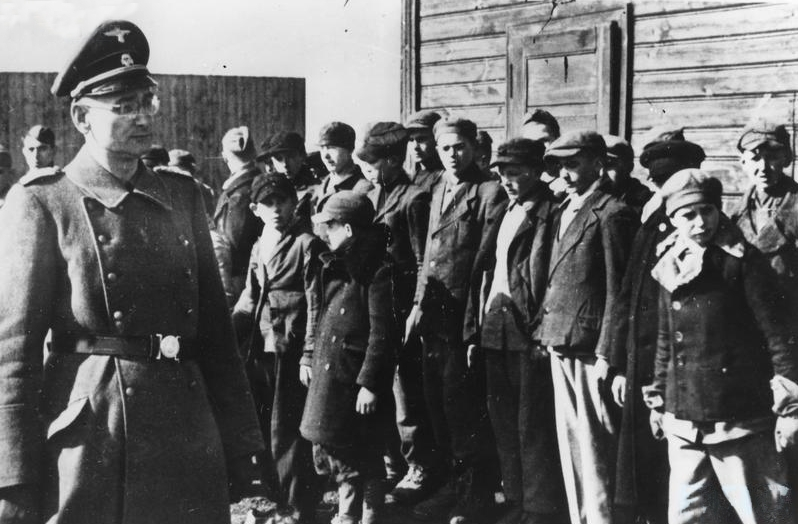
Pase de lista de niños en el campo de concentración principal de niños Łódź, del cual el KZ Dzierżązna, para niñas polacas de apenas ocho años, era un subcampo

El Kinder-KZ Litzmannstadt (en alemán: Polen-Jugendverwahrlager der Sicherheitspolizei in Litzmannstadt, en polaco: Prewencyjny Obóz Policji Bezpieczeństwa dla Młodzieży Polskiej w Łodzi) fue un campo de concentración nazi para niños cristianos polacos durante la Segunda Guerra Mundial, establecido en diciembre de 1942 junto al gueto de Litzmannstadt donde los judíos polacos fueron encarcelados antes del Holocausto.

## Historia
Separados el uno del otro solo por una valla alta hecha de tablones, el campamento para niños estaba ubicado dentro de la sección gueto de la ciudad, bordeando aproximadamente las calles actuales de Bracka, Emilii Plater, Gornicza y Zagajnikowa. La puerta principal del campamento estaba ubicada en la calle Przemyslowa (Gewerbestrasse). El Kinder KZ estuvo activo de 1941 a 1945. Los prisioneros eran hijos de polacos deportados de todas las provincias polacas. Los nazis vigilaron a los niños polacos con características raciales nórdicas, los que fueron clasificados como "racialmente valiosos" fueron enviados desde aquí al Reich alemán para su adopción y la germanización para ser criados como alemanes. Alrededor de 3.000 (entre 12.000 y 13.000 según el Servicio Internacional de Rastreo) fueron obligados a pasar por el campo. Los 1.600 niños trabajadores realizaron trabajos estrechamente relacionados con la producción industrial del gueto, con instructores judíos. Los más jóvenes registrados tenían solo dos años, mientras que la mayoría tenían entre 8 y 14 años.